# دهه ۱۴۵۰ (میلادی)
دهه ۱۴۵۰ (میلادی) صد و چهل و پنجمین دهه تقویم میلادی است.

## درگذشتگان
‎